# Romberg-módszer
A numerikus analízisben Romberg módszere létrehoz egy olyan háromszöget, amelynek minden sorában az egyes tagok a
{\displaystyle \int _{a}^{b}f(x)\,dx}
határozott integrálnak a numerikus közelítései. A numerikus közelítéseket a trapézszabály Richardson-extrapolációjának ismétléseivel kapjuk. Romberg módszere az integrálandó függvényt egyenlő lépésközök (másképpen ekvidisztáns pontok) segítségével számítja. Az integrálandó függvénynek folytonosnak kell lennie azokban a pontokban, ahol a függvény értékeit kiszámítjuk (azaz az alappontokban), néhány megfelelő (folytonos) pont esetén már elég jó közelítést tudunk végezni.
Ha a függvényértéket meg tudjuk határozni nem egyenlő lépésközű pontokban (azaz nem ekvidisztáns pontokban) is, akkor léteznek pontosabb módszerek is, mint például a Gauss-kvadratúra és a Clenshaw–Curtis-kvadratúra amelyek általában jobb közelítéseket adnak.

## Módszer
A módszert az alábbiak szerint definiálhatjuk (és alakíthatjuk ki a „háromszöget”):
{\displaystyle R(0,0)={\frac {1}{2}}(b-a)(f(a)+f(b))}
{\displaystyle R(n,0)={\frac {1}{2}}R(n-1,0)+h\sum _{k=1}^{2^{n-1}}f(a+(2k-1)h)}
Az alábbiakban látható Romberg módszerének implementációja Python programozási nyelven:
```
def
 
print_row
(
lst
):

    
print
 
' '
.
join
(
'
%11.8f
'
 
%
 
x
 
for
 
x
 
in
 
lst
)

def
 
romberg
(
f
,
 
a
,
 
b
,
 
eps
 
=
 
1E-8
):

    
"""A hatarozott integral kozelitese f fuggvennyel a-tol b-ig Romberg modszerrel.

    eps a kivant pontossag."""

    
R
 
=
 
[[
0.5
 
*
 
(
b
 
-
 
a
)
 
*
 
(
f
(
a
)
 
+
 
f
(
b
))]]
 
# R[0][0]

    
print_row
(
R
[
0
])

    
n
 
=
 
1

    
while
 
True
:

        
h
 
=
 
float
(
b
-
a
)
/
2
**
n

        
R
.
append
((
n
+
1
)
*
[
None
])
 
# Adj hozza egy ures sort.

        
R
[
n
][
0
]
 
=
 
0.5
*
R
[
n
-
1
][
0
]
 
+
 
h
*
sum
(
f
(
a
+
(
2
*
k
-
1
)
*
h
)
 
for
 
k
 
in
 
range
(
1
,
 
2
**
(
n
-
1
)
+
1
))
 
# a megfelelo/tiszta hatarertekek miatt ?!

        
for
 
m
 
in
 
range
(
1
,
 
n
+
1
):

            
R
[
n
][
m
]
 
=
 
R
[
n
][
m
-
1
]
 
+
 
(
R
[
n
][
m
-
1
]
 
-
 
R
[
n
-
1
][
m
-
1
])
 
/
 
(
4
**
m
 
-
 
1
)

        
print_row
(
R
[
n
])

        
if
 
abs
(
R
[
n
][
n
-
1
]
 
-
 
R
[
n
][
n
])
 
<
 
eps
:

            
return
 
R
[
n
][
n
]

        
n
 
+=
 
1

from
 
math
 
import
 
*

# Ebben a peldaban a hibafuggveny kiertekelese, erf(1) tortent meg.

print
 
romberg
(
lambda
 
t
:
 
2
/
sqrt
(
pi
)
*
exp
(
-
t
*
t
),
 
0
,
 
1
)

```

## Példa
Példaként a Gauss-függvényt 0-tól 1-ig integráltuk, ahol a Gauss-függvényhez tartozó
hibafüggvény közelítése: {\displaystyle {\rm {erf}}(1)\doteq 0.842700792949715}. A háromszög alakot sorról sorra kiszámítva megkapjuk, hogy az utolsó sor között utolsó két értéke közötti eltérés kisebb, mint 10-8.
```
 0.77174333
 0.82526296  0.84310283
 0.83836778  0.84273605  0.84271160
 0.84161922  0.84270304  0.84270083  0.84270066
 0.84243051  0.84270093  0.84270079  0.84270079  0.84270079

```

A háromszög jobb alsó sarkában található eredmény a kiírt tizedesjegyekig pontosnak tekinthető. Megjegyezzük, hogy az eredményt a kevésbé pontos közelítésű trapéz szabályból vezettük le, amit a háromszög első sorában alkalmaztunk.

## Külső hivatkozások
- ROMBINT Archiválva 2008. június 9-i dátummal a Wayback Machine-ben -- kódolás MATLAB-ban (szerző: Martin Kacenak)
- Romberg módszerének megvalósítása Maxima CAS-ben
- ROMBERG -- c++ kódolás romberg integráláshoz
- Module for Romberg Integration
- Romberg's method -- plugin for Yacas